# Nikola Dinev
Nikola Dinev Nikolov (18. října 1953 Nova Zagora – 1. června 2019) byl bulharský zápasník.

## Sportovní kariéra
Od svých 15 let se připravoval se v Stare Zagoře v klubu Boroe. Specializoval se na řecko-římský (klasický) styl, ale v rámci svého klubu zápasil i v dalších zápasnických stylech. V Bulharsku patřil k průkopníkum vestového zápasu sambo. V bulharské mužské (klasické) reprezentaci se pohyboval od poloviny sedmdesátých let dvacátého století ve váze nad 100 kg.
V roce 1976 prohrál olympijskou nominaci na olympijské hry v Montréalu s Aleksandarem Tomovem. V Montréalu nakonec startoval ve volném stylu, když byl povolán jako náhradník za zraněného Marina Gerčeva. V prvních kolech využil formy z olympijské přípravy. Bez ztráty klasifikačního bodu postoupil do pátého kola, kde nestačil na sovětského favorita Soslana Andijeva. V šestém kole byl z turnaje vyřazen Maďarem Józsefem Ballem po dosažení maxima šesti klasifikačních bodů. Obsadil 5. místo. V dalších letech bojoval s Tomovem o post reprezentační jedničky. V roce 1980 však opět při bulharské olympijské nominaci pro účast na olympijských hrách v Moskvě dostal přednost jeho hlavní rival. V roce 1984 napotřetí v bulharské olympijské nominaci uspěl, ale kvůli mezinárodní politice, jako jeden z mnoha sportovců z východního bloku, na olympijských hrách v Los Angeles nemohl startovat.
V roce 1985 podstoupil operaci kolene a sportovní kariéru ukončil v roce 1988, když neuspěl v bulharské olympijské nominaci pro účast na olympijských hrách v Soulu.

## Výsledky

### Klasický styl
| Turnaj             | 1972 | 1973 | 1974 | 1975 | 1976 | 1977 | 1978 | 1979 | 1980 | 1981 | 1982 | 1983 | 1984 | 1985 | 1986 |
| Turnaj             | 19   | 20   | 21   | 22   | 23   | 24   | 25   | 26   | 27   | 28   | 29   | 30   | 31   | 32   | 33   |
| Turnaj             | +100 | +100 | +100 | +100 | +100 | +100 | +100 | +100 | +100 | +100 | +100 | +100 | +100 | -130 | -130 |
| ------------------ | ---- | ---- | ---- | ---- | ---- | ---- | ---- | ---- | ---- | ---- | ---- | ---- | ---- | ---- | ---- |
| Olympijské hry     | —    |      |      |      | —    |      |      |      | —    |      |      |      | —    |      |      |
| Mistrovství světa  |      | —    | —    | —    |      | 1.   | 2.   | —    |      | 2.   | 1.   | 2.   |      | —    | ?    |
| Mistrovství Evropy | —    | —    | —    | 2.   | —    | 1.   | —    | —    | 1.   | —    | 1.   | 1.   | —    | —    | 1.   |
| ME nadějí          | 3.   |      |      |      |      |      |      |      |      |      |      |      |      |      |      |
| MS juniorů         |      | 1.   |      |      |      |      |      |      |      |      |      |      |      |      |      |

### Volný styl
| Turnaj             | 1975 | 1976 |
| Turnaj             | 22   | 23   |
| Turnaj             | +100 | +100 |
| ------------------ | ---- | ---- |
| Olympijské hry     |      | 5.   |
| Mistrovství světa  | —    |      |
| Mistrovství Evropy | —    | —    |

### Sambo
| Turnaj             | 1975    | 1976    | 1977    | 1978    | 1979    | 1980    | 1981    | 1982    | 1983    | 1984    | 1985    |
| Turnaj             | 22      | 23      | 24      | 25      | 26      | 27      | 28      | 29      | 30      | 31      | 32      |
| Turnaj             | +100 kg | +100 kg | +100 kg | +100 kg | +100 kg | +100 kg | +100 kg | +100 kg | +100 kg | +100 kg | +100 kg |
| ------------------ | ------- | ------- | ------- | ------- | ------- | ------- | ------- | ------- | ------- | ------- | ------- |
| Mistrovství světa  | 2.      |         |         |         | —       |         | —       | —       | —       | —       | 2.      |
| Mistrovství Evropy |         | 3.      |         |         |         |         |         | —       |         | —       |         |